# Tractat de Madrid (1795)

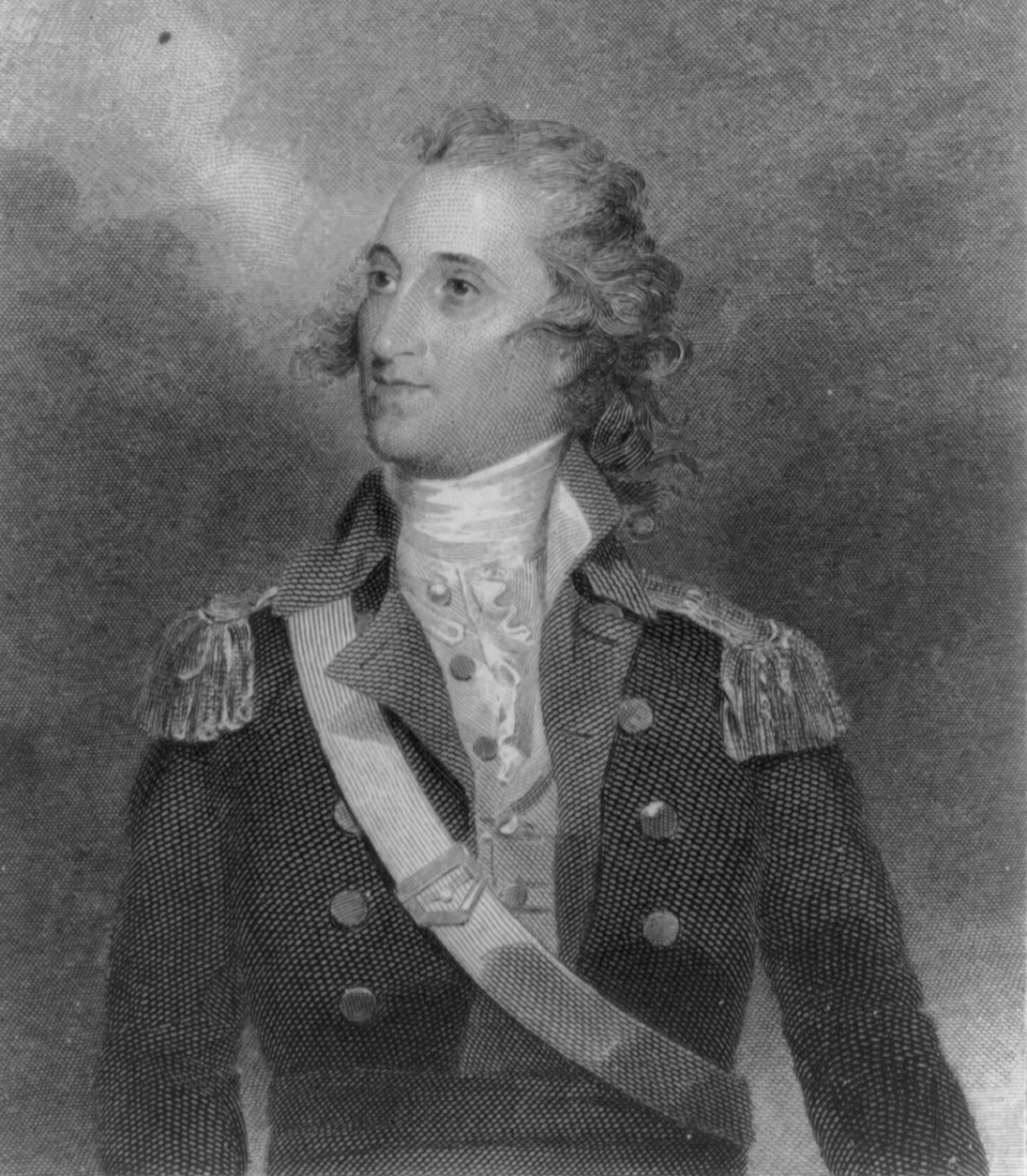
Imatge de Thomas Pinckney

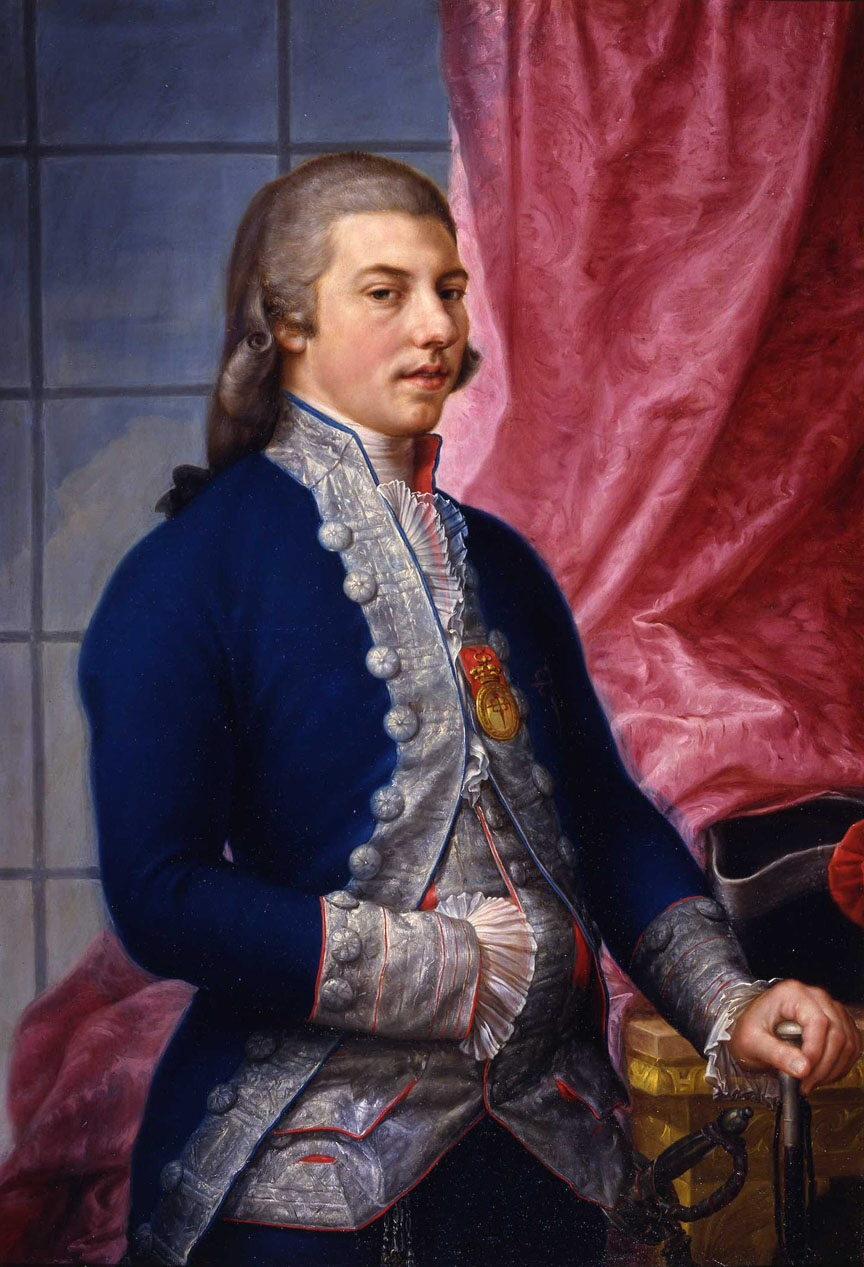
Imatge de Manuel Godoy

El Tractat d'Amistat, Límits i Navegació entre Espanya i els Estats Units o Tractat de Madrid, conegut pels nord-americans amb el nom de Tractat de Pinckney o Tractat de San Lorenzo, és un tractat internacional que es va signar al Monestir de l'Escorial el 27 d'octubre de 1795 i va establir les intencions d'amistat entre els Estats Units i Espanya. També defineix els límits dels Estats Units amb les colònies espanyoles i la garantia dels Estats Units de drets de navegació sobre el riu Mississipi. Va ser negociat per Thomas Pinckney per part nord-americana i Manuel Godoy per part espanyola.
El tractat va ser presentat al Senat nord-americà el 26 de febrer de 1796, i després de diverses setmanes de debat va ser ratificat el 7 de març de 1796. Va ser ratificat per Espanya el 25 d'abril de 1796. Finalment el tractat va ser proclamat el 3 d'agost de 1796.
En termes del tractat, Espanya i els Estats Units van acordar que la frontera meridional dels Estats Units amb les colònies espanyoles de Florida Oriental i Florida Occidental fos una línia que comença en el riu Mississipi (concretament als 31 graus de latitud nord) amb rumb fins al centre del riu Chattahoochee, i des d'allí, seguint la línia del riu fins a l'enllaç amb el Flint River i d'allí directament a la capçalera del riu St. Marys, i des d'allí, seguint la línia mitjana de la canal a l'oceà Atlàntic. Això descriu l'actual frontera entre l'estat actual de la Florida i Geòrgia i la línia fronterera septentrional amb la Louisiana.
Aquesta frontera ha estat objecte de controvèrsia des que el Regne de la Gran Bretanya amplià el territori colonial a la Florida, mentre en tingué possessió. Així els britànics mogueren la frontera fins a la unió del riu Yazoo i el Mississipi. Després de la Guerra de la Independència dels Estats Units Espanya reclamà els límits establerts pels britànics mentre els Estats Units reclamaren l'antiga frontera.
El tractat va establir el límit occidental dels Estats Units i va separar-lo de la colònia espanyola de la Louisiana, en incoroporar així doncs les terres dels amerindis Chickasaw dintre de les noves fronteres dels Estats Units. Els Estats Units i Espanya van acordar així mateix no subministrar armes a les tribus locals, tal com Espanya havia fet durant molts anys. Així mateix van acordar protegir també els bucs de l'altre en qualsevol territori dins de la seva jurisdicció i a no detenir o embargar ciutadans o mercadaries. El tractat també garantí la navegació a través del riu Mississipi.

## Condicions del tractat
- Acord de pau i amistat entre els dos països;
- Definició de la frontera entre els Estats Units i la colònia espanyola de les dues flors: des de la intersecció del riu Mississipi amb el paral·lel 31 °N, en línia recta cap a l'est fins al riu Apalachicola; des d'aquí, pel mig del riu, riu avall fins a la seva unió amb el riu Flint; des d'aquí en línia recta cap a l'est fins al naixement del  riu Santa Maria, i des d'aquí al llarg d'aquest riu fins a l'oceà Atlàntic.
- Definició de la frontera entre els Estats Units i la colònia espanyola de Louisiana: des de la intersecció del riu Mississipi amb el paral·lel 31 °N, al llarg del riu fins a la seva capçalera;
- Formació d'una comissió formada per topògrafs d'ambdós països encarregats de fixar la frontera sobre el terreny;
- Llibertat de navegació pel riu Mississipi per als ciutadans espanyols i nord-americans;
- Compromís mutu de reprimir les hostilitats comeses pels indis contra la part contrària, i de no establir aliances amb els indis que habiten a l'altra part;
- Compromís de protegir i no aprehendre vaixells de la part contrària, i de donar socors en cas de naufragi;
- Llibertat per als ciutadans dels dos països de disposar d'herències o donacions atorgades en la part contrària;
- En cas de guerra entre els dos països els ciutadans d'una i altra banda tindrien un termini d'un any per sortir del país;
- Llibertat de comerç de tota classe de mercaderies, excepte armament;
- Tots els vaixells haurien de portar passaport assenyalant la seva procedència, per tal de no ser pres com presa en cas de ser interceptat per l'armada del país contrari en cas de guerra (el formulari del passaport seria adjuntat al tractat);
- Intercanvi de cònsols;
- Accés dels ciutadans d'ambdues parts a la justícia de la part contrària;
- Formació d'una comissió mixta per resoldre les possibles queixes sobre danys fets a vaixells nord-americans per forces espanyoles durant la  guerra hispano-francesa.